# درو كورتيس
درو كورتيس (بالإنجليزية: Drew Curtis)‏ هو سياسي أمريكي، ولد في 7 فبراير 1973 في ليكسينغتون في الولايات المتحدة.